# Swimming Pool – Der Tod feiert mit
Swimming Pool – Der Tod feiert mit ist ein deutscher Horrorfilm aus dem Jahr 2001 mit internationaler Besetzung. Regie führte Boris von Sychowski. In den Hauptrollen sind Kristen Miller sowie die deutschen Schauspieler Paul T. Grasshoff und Elena Uhlig zu sehen.

## Handlung
Die junge Catherine bereitet gerade ein Abendessen mit ihrem Freund vor. Als es an der Tür klingelt, steht ihr Freund Oliver nicht vor der Tür, sondern sitzt tot im Auto. Wenig später überrascht der in Schwarz und mit einer Maske gekleidete Mörder auch Catherine. Er tötet sie und wirft sie in den Pool.
Mehrere Schüler haben gerade ihr Examen an der International High School in Prag absolviert. Greg will deshalb mit seinen Freunden eine große Party feiern und überredet Marty, der über die kriminelle Energie verfügt, in ein Schwimmbad einzubrechen. Dort vergnügen sich die Schüler und kommen sich körperlich näher. Kim, die die Prüfung nicht bestanden hat, wird nach einem Streit mit ihrem Freund Mike im Wald vom Mörder mit der Maske erstochen. Der Verbrecher nimmt nun auch die Gruppe im Schwimmbad ins Visier.
Svenja und Carter vergnügen sich an der Rutschbahn. Svenja will nochmal alleine rutschen. Während Carter unten auf sie wartet, wird er ermordet und Svenja rutscht mitten ins Messer. Frank ist hingegen beim Flirten erfolglos, betrinkt sich und entfernt sich von der Gruppe. Marty und Mel wollen im Fitnessraum Sex haben, doch Marty muss nochmal weg, um Kondome zu holen. Diese Zeit nutzt der Mörder, um Mel zu töten. Die anderen Schüler entdecken währenddessen die Leichen von Svenja und Carter und anschließend – gemeinsam mit Marty – auch Mel.
Die Überlebenden streiten und verdächtigen sich gegenseitig. Marty hat schließlich die Idee, eine Flucht über die Lüftungsschächte zu versuchen. Während Greg und Diego weggehen, um Hilfe zu holen, und Chris mit einer Axt bewaffnet zurückbleibt, klettern Marty, Mike, Carmen und Sarah in die Schächte. Der Mörder sticht mit dem Messer von unten hinein und erwischt die beiden Jungen. Die Mädchen entkommen und verstecken sich. Nachdem Carmen Sarah verraten hat, dass sie letztes Jahr mit deren Freund Greg geschlafen hat, kommt dieser hinein und Carmen schlägt ihn nieder. Da Sarahs Vater durch Ertrinken gestorben ist, hat sie Angst vor dem Wasser und deshalb taucht Carmen durch einen Schacht nach draußen. Dort sieht sie die Leiche des Polizisten Kadankov, der Catherines Tod untersuchte und sich deshalb für die Gruppe im Schwimmbad interessierte. Der Mörder greift auch Carmen an.
Im Schwimmbad trifft Sarah auf Frank, der sich als der Mörder mit der Maske offenbart. Er tötet seine Mitschüler, weil er sich als Außenseiter fühlte. Sarah kämpft mit Frank und schafft es schließlich, ihn mit dem Alkohol aus der Bar in Flammen zu setzen. Als Frank in den Pool fällt, befreit sich Greg gerade aus dem Raum, in dem er eingesperrt war. Frank und Greg kämpfen im Pool. In dieser Situation überwindet Sarah ihre Angst und springt ins Becken. Sie greift Frank mit einer zerbrochenen Flasche an, doch dieser übersteht den Angriff. In diesem Moment taucht Carmen mit der Pistole des Polizisten auf und erschießt Frank. Carmen wird ins Krankenhaus gebracht, während Sarah und Greg sich erleichtert küssen.

## Produktion
Der Film ist eine deutsche Produktion, wurde aber wegen der internationalen Besetzung im Original in englischer Sprache gedreht. Die Dreharbeiten fanden in Prag statt. Regisseur Boris von Sychowski hatte zuvor hauptsächlich Werbefilme produziert. Er orientierte sich an US-amerikanischen Horrorfilmen. Vor allem sind Parallelen zu Scream erkennbar. In beiden Filmen trägt der schwarz gekleidete Mörder eine weiße Maske und die Szenen zu Beginn der Filme sind ähnlich.

## Kritik
Das Lexikon des internationalen Films bezeichnet den Film als „gewalttätige, aber fade Kopie amerikanischer Teenager-Horrorfilme der jüngsten Zeit, an die der Film in keiner Weise heranreicht, zumal er weder die Ironie der Vorbilder noch interessante Hauptfiguren oder Handlungsverläufe bietet. Auch inszenatorisch und darstellerisch bestenfalls Mittelmaß“. Johannes Pietsch zieht bei Filmstarts Parallelen zu Scream und sieht Swimming Pool als „erneuten Aufguss des fast immer gleichen Ich-hab-ein-großes-Messer-und-komm-gleich-um-die-Ecke-Buuhhuuu-Themas. [Sychowski] landet dabei […] eine dermaßen komische (aber wohl unfreiwillige) Nonsensparade, dass das Zuschauen und Mitlachen richtig Spaß macht.“ Der Rezensent von cinema vermisst „einen Funken Originalität“ und wirft dem Regisseur vor, dass er „seine allesamt minderbegabten und für frisch gebackene Abiturienten viel zu alten Darsteller allerlei dummes Zeug plappern“ lasse. Wolfgang Huang vergleicht den Film ebenfalls mit  amerikanischen Produktionen und schreibt bei Filmspiegel: „Das einzige, was bei "Swimming Pool" ansatzweise überzeugen kann, sind die Metzelszenen, die angesichts der Inflation vergleichbarer Filme noch überdurchschnittlich einfallsreich ausfallen - ein zweifelhafter Triumph. Doch gerade auf der psychologischen Ebene versagt der Film voll und ganz. […] Und was die Genreregeln angeht, so missachten die Protagonisten diese natürlich in jämmerlichster Weise“.